# Dansk Folkeparti (1941-1943)
Denna artikel handlar om partiet 1941-1943. För det nuvarande partiet, se Dansk Folkeparti.
Dansk Folkeparti var ett danskt politiskt parti under andra världskriget. Det grundades 1 mars 1941 av utbrytare från Det Konservative Folkeparti, Danmarks Retsforbund, Socialdemokratiet och en ledamot i Folketinget för Danmarks Nationalsocialistiske Arbejderparti, DNSAP. Partiet förespråkade en korporativ stat och var antikommunistiskt. 
Partiets förste ledare blev Victor Pürschel, tidigare folketingsledamot för de Konservative, för vilka han tidigare också varit vice ordförande. Wilfred Petersen, som tidigare varit medlem av Dansk Socialistisk Parti, blev kort därefter utsedd till organisatorisk ledare för Dansk Folkeparti och förde det i riktning mot nazism och antisemitism. Detta gjorde att Pürschel och flerparten av de andra ledande medlemmarna lämnade partiet under 1941. Den tidigare folketingsledamoten för DNSAP blev den sista att lämna partiet i mars 1943, bortsett från kretsen runt Wilfred Petersen som valde att stanna kvar. Partiet var därmed inte längre berättigat att ställa upp i folketingsvalet i april 1943, varför man istället valde att föra en kampanj som gick ut på att få väljare att bojkotta valet. Därefter upplöstes partiet, och efter kriget ställdes flera av partiets grundläggare inför rätta och dömdes vid rättegångarna efter befrielsen av Danmark.
Dansk Folkeparti uppfattade sig själva som ett nationellt danskt nazistparti, till skillnad från DNSAP, vilkas tyskorienterade linje man ansåg utgöra landsförräderi. Relationen mellan de båda nazistiska partierna präglades därför av öppen fiendskap.

## Namnsammanträffandet
Då det nuvarande Dansk Folkeparti grundades 1995, påpekade flera medier att partiets namn tidigare hade använts av ett nazistiskt parti under kriget. Enligt det nuvarande partiet rörde det sig bara om ett sammanträffande eftersom man inte kände till det lilla partiet från 1941-1943.

### Översättning
Den här artikeln är helt eller delvis baserad på material från danskspråkiga Wikipedia.